# Старое городище (Порхов)
Ста́рое городи́ще (также известно под названиями Порховский городок и городище «на Поляковой мызе») — городище в городе Порхове (Псковская область), место основания города. Располагается на южной окраине города на берегу реки Шелонь. Охраняется государством как памятник археологии, объект культурного наследия России федерального значения.

## История
Долина реки Шелони издавна входила в состав Новгородских земель, но до начала XIII века была слабо заселена, поскольку находилась на пограничье земель ильменских словен и псковских кривичей. Об основании в 1239 году поселения на правом берегу Шелони, на мысу при впадении в неё реки Дубенки сообщает Новгородская первая летопись старшего (Синодального) извода: «Князь Александр с новгородци сруби городци на Шелони». Таким образом новгородский князь-наместник Александр Ярославич укреплял окраину Новгородских земель, периодически страдавшую от набегов литовцев. Строительство ряда блокпостов («городцов»), одним из которых стал Порхов, закрывало литовцам один из путей в глубину Новгородской земли. Следы других городцов на Шелони археологи находят возле деревень Дедовичи, Опоки и других населённых пунктов в Псковской области, а также возле города Сольцы .
Деревоземляные укрепления Порховского городца представляли собой, согласно строительной практике Южной Руси XII — первой половины XIII веков, два ряда валов, окруженных с напольной стороны двумя рядами рвов. Археологические исследования, проведенные на территории Старого городища в 1974 году, выявили три последовательных строительных горизонта, примерно соответствовавших трем этапам насыпки главного вала — между 1239 и 1300 годами, около 1300 года и между 1300 и 1387 годами. Первоначальная насыпь имела высоту 1,4 — 2 м, на ней была сооружена деревянная рубленая стена. В дальнейшем главный вал дважды подсыпался, при этом последняя подсыпка делалась для увеличения как высоты, так и крутизны вала, который в итоге достиг высоты около 4,3 м. Верхняя часть насыпи была усилена каменной опорой высотой 0,7 м и шириной 3,5 м, предназначенной для находившихся выше деревянных стен, что необычно для древнерусских земляных укреплений. При этом размеры городца были невелики и не превышали 0,9 га.
По некоторым сведениям, вблизи места, выбранного для постройки укреплённого Порховского городца, уже существовало поселение, основанное в XI веке двумя богатыми опальными новгородцами — Василием и Феофаном, которые бежали из Новгорода вместе с домочадцами. Во времена Александра Ярославича жители этого поселения участвовали в строительстве городца. Согласно одной из легенд, землю для валов строители приносили в мешках.
После сооружения городков на Шелони набеги литовцев в эту местность временно прекратились, что свидетельствует об успехе действий Александра Ярославича по укреплению границ и колонизации этой части Новгородских земель, которая привела также к возникновению сети дорог, бродов и поселений, строительству церквей и монастырей.
В 1346 году литовское войско во главе с князем Ольгердом вновь вторглось в Новгородские земли и разорило долину Шелони, осадив городки в Опоках и Порхове. Порховский городок не был захвачен, заплатив, как сообщает Новгородская V летопись, «окуп» (контрибуцию) в 300 рублей. Тем не менее, с развитием торговли, которая велась посредством водных путей между Псковом и Новгородом по Шелони и Узе, опасность новых набегов оставалась высокой. В 1380-х годах стало понятно, что существующий деревоземляной городец, несмотря на предпринятые усилия по его модернизации, недостаточно обороноспособен, в связи с чем, как сообщает Новгородская первая летопись, в 1387 году «благослови владыка Алексеи всь Новгород ставити город Порховъ каменъ». Для закладки новой крепости выбрали остров на Шелони, находящийся в 1300 м ниже первоначального укрепления, которое в дальнейшем уже не использовалось. По мере разрастания города между старой и новой крепостями образовался обширный посад.

## Современность
В годы Великой Отечественной войны Порхов был оккупирован, на поле возле Старого городища проводились массовые расстрелы советских граждан (свыше 5 тысяч человек); при отступлении немецкие войска взорвали около 90 % зданий города. Само городище при этом осталось в хорошей сохранности. В 1960 году постановлением Совета Министров СССР № 1327 было взято под государственную охрану, в XXI веке является популярной туристской достопримечательностью. У входа на территорию городища установлен гранитный валун с мемориальной табличкой. Надпись на табличке: «В 1239 году на этом месте была построена деревянная крепость, положившая начало Порхова — пограничной крепости Великого Новгорода. Охраняется государством».